# Duvergerovy zákony
Duvergerovy zákony jsou tři hypotézy francouzského politologa a sociologa Maurice Duvergera, které se týkají vztahu volebních a stranických systémů.
1. Poměrná volba vede k vícestranickému systému s tuhými, nezávislými a stabilními stranami (s výjimkou náhle vzplanuvších hnutí).[1]
2. Většinový systém s užší volbou (tedy s druhým kolem voleb, resp. systém požadující pro zvolení absolutní většinu hlasů) vede k vícestranickému systému s pružnými, závislými a relativně stabilními stranami, a to ve všech případech.[1]
3. Jednoduchá většinová volba vede k systému dvou stran s navzájem se střídajícími velkými, nezávislými stranami.[1]

Tyto zákony byly zpočátku široce přijímány, postupně se ale stávaly předmětem kritiky a sám Duverger přiznal, že se jedná spíše o jisté tendence, které mají vliv na stranický systém, než o obecně platné zákony. Mezi odpůrce Duvergerových zákonů patří zejména Arend Lijphart nebo Giovanni Sartori.